# Biblioteca da Universidade de Uppsala
A Biblioteca da Universidade de Uppsala (em sueco: Uppsala universitetsbibliotek) é uma biblioteca da Universidade de Uppsala, na cidade de Uppsala, na Suécia.
A biblioteca está instalada no edifício da Carolina Rediviva, e em mais 11 edifícios menores.

Foi fundada em 1620 pelo rei Gustavo II, tendo mudado em 1690 para o Gustavianum, e em 1841 para o atual edifício da Carolina Rediviva. 
Dispõe de cerca de 5,25 milhões de volumes de livros e periódicos (131.293 metros lineares de prateleira), 61.959 manuscritos, 7.133 músicas digitais, e 345.734 mapas e outros documentos gráficos. 

A colecção de manuscritos inclui, entre outros, o manuscrito gótico da Bíblia Codex Argenteus. 